# 包西铁路
包西铁路是中国第十一个五年计划“中长期铁路网规划”的重点建设项目，是中国南北铁路大通道之一包头至柳州通道的一段。北起内蒙古包头市，途经鄂尔多斯市、榆林市、延安市、渭南市至西安铁路枢纽张桥站，为复线电气化铁路。共计三个铁路区段组成：包头西站至大保当站区段新建双线、既有单线神延铁路的大保当站至甘泉北站增建二线、甘泉北站至张桥站新建双线。既有的包神铁路是神华集团所有的运煤单线铁路，不属于包西铁路。既有神延铁路神木北站至大保当站改称神大铁路，既有西延铁路甘泉北站至钟家村站改称甘钟铁路，仍为单线。正线全长800.9公里，以煤炭运输为主，是中国陕北、黄陇煤田煤运的重要通道，规划货运能力每年10000万吨，客车25对/日。全线设立34个车站，设计速度西安至延安200km/h，延安至包头160km/h。 
2007年11月25日开工。2010年12月28日全线开通，2011年1月1日开通客运。北京至西安的高等级旅客列车改走石太客专、太中银铁路、包西铁路。2012年7月1日，西延段开行动车组，西安北—延安区间运行2.5小时，包头-鄂尔多斯段也于2016年5月15日开行普通动车组列车，包鄂间运行时间缩短至56分。

## 与其它铁路线的连接
- 包头站：京包铁路、包兰铁路、包白铁路、包环铁路、包石铁路。
- 鄂尔多斯站：东乌铁路、呼准鄂铁路。
- 新街站：新陶铁路。
- 大保当站：神大铁路。
- 绥德站：太中银铁路。
- 甘泉北站：甘钟铁路。
- 张桥站：侯西铁路。
- 新丰镇站：陇海铁路、宁西铁路、西康铁路。
- 闫家沟、玉皇庙线路所：浩吉铁路